# Trompi
José Sánchez Pérez, más conocido como Trompi, (*Madrid, España, 16 de abril de 1920 - Ciempozuelos, Madrid, 1981); fue un futbolista español. Se desempeñaba en posición de delantero. Jugó en Primera División cuatro temporadas siendo jugador del Granada Club de Fútbol en la década de 1940.

## Trayectoria
Jugó en varios equipos madrileños antes de la guerra civil. Una vez finalizado el conflicto, en 1939, fichó por la Agrupación Deportiva Ferroviaria, club que esa campaña debutaba en Segunda División. Al término de la temporada recala en el todavía llamado Club Recreativo Granada. Entusiasmó por su buen juego a la afición desde el partido de su debut en el que además marcó el gol de la victoria ante el Malacitano. El club granadino consiguió en esa temporada el campeonato de la categoría de plata con el consecuente ascenso a la Primera División, el primero de su historia. Trompi debutó en la máxima categoría del fútbol español el 28 de septiembre de 1941 en un partido, correspondiente a la primera jornada de liga, disputado en Los Carmenes contra el Real Club Celta de Vigo y que finalizó con empate a un gol.
Falleció en 1981

## Clubes
| Club                             | País   | Años        |
| -------------------------------- | ------ | ----------- |
| Agrupación Deportiva Ferroviaria | España | 1939 - 1940 |
| Granada Club de Fútbol           | España | 1940 - 1952 |

## Palmarés

### Campeonatos nacionales
| Título                     | Club                   | País   | Año     |
| -------------------------- | ---------------------- | ------ | ------- |
| Segunda División de España | Granada Club de Fútbol | España | 1940/41 |